# NGC 5282
NGC 5282 ist eine 13,8 mag helle Elliptische Galaxie mit ausgeprägten Emissionslinien vom Hubble-Typ E/S0 im Sternbild Jagdhunde und etwa 544 Millionen Lichtjahre von der Milchstraße entfernt.
Sie wurde am 22. Mai 1881 von Édouard Stephan entdeckt.